# Angelologie dějin
Angelologie dějin je kniha, která shrnuje výsledky práce slovenského badatele, sofiologa Emila Páleše. Zkoumá příčiny tvořivosti a psychologické pozadí kulturních vln v dějinách. Porovnává osobnostní typy, kulturní vzorce a přírodní formy. Kvalitativně i kvantitativně-statisticky analyzuje křivky tvořivosti v dějinách kultury i přírody a nachází v nich časové pravidelnosti (synchronicity a periodicity). Ukazuje, že tyto domnělé zákonitosti měly vliv již na myšlení lidí ve starověku, jako nauka o střídání duchů času, božstev a archandělů, tzv. angelologie.
Páleš předkládá svůj závěr, že starověká nauka o andělech nebyla pouhou fantazií, nýbrž předvědeckou formou poznání, jež mělo svůj reálný předmět. Angelologie byla dle Páleše epistemologií starověku. Popisovala vlny intuicí a inspirací v tzv. „kolektivním podvědomí“ lidstva a cyklické zákonitosti jejich střídání. Páleš přitom neodpovídá na otázku, zda jsou zapříčiněny duchovními bytostmi nebo nějakým hmotným faktorem.

## Historie
Páleš začal knihu psát v roce 1990. V letech 1997–2000 vycházely ukázky z ní v časopise Sophia. V roce 2001 vyšlo první jednosvazkové vydání ve slovenštině pod názvem Angelológia dejín. Paralelné a periodické javy v dejinách. Nově přepracované vydání pod názvem Angelologie dějin. Synchronicita a periodicita v dějinách vychází postupně. První svazek v roce 2004 (jen česky), druhý v roce 2012 (česky a slovensky). Shrnutí některých myšlenek v kostce vyšlo pod názvem Sedm archandělů. Rytmy inspirace v dějinách kultury a přírody ve slovenštině, češtině, angličtině, němčině a v ruštině.

## Hlavní myšlenky
1. Kulturní typy odpovídají typům osobnosti (například kultura baroka odpovídá hysterické osobnostní struktuře, obsedantně-kompulzivní struktura se projevila v období absolutismu aj.).[2]
2. Kulturní epochy v dějinách odpovídají životním obdobím v biografii jednotlivce (například romantismy jsou pubertou dějin).[3]
3. Kulturní a přírodní formy jsou analogické (například fyziologie, svatební šat, rituály a chování tokajících ptáků jsou komplexní analogií vrcholné gotiky s jejími oděvy, trubadúry, rytířskými souboji).[4]
4. Střídání kulturních typů v dějinách vykazuje statisticky nenáhodnou pravidelnost: periodicitu (zejména rytmus kolem 500 let) a synchronicitu (tvořivost podobného obsahu vrcholí současně a nezávisle na sobě na různých místech na Zemi).[5]
5. Archetypy mají tendenci střídat se v jistém pořadí. Časovou následnost kulturních epoch lze pochopit z pořadí životních období v biografii jednotlivce.
6. V evoluci přírody lze pozorovat synchronní vývoj, který nelze vysvětlit dědičností ani prostředím, avšak odpovídá výše zmiňovaným archetypům (třeba hromadné rohatění zvěře od oligocénu, nebo rozvoj hlasových schopností, zdobení, kvetení a emocionálních vazeb v druhohorách).[6]
7. Kulturní epochy vznikají zdůrazněním jednoho osobnostního typu či jednoho psychologického procesu (například vnímání v baroku, myšlení v osvícenství, cítění v romantismu).
8. Zvířecí a rostlinné formy během evoluce vznikaly somatizací (ztělesněním) převládajících duševních procesů a forem chování do fyziologie a stavby orgánů (například orgánová stavba a fyziologie ptáků je zhmotněním zamilovanosti).[7]
9. Starověká náboženství tyto archetypy znala a zhuštěné poznání o nich nám odkázala v mytologických obrazech božstev. Pořadí a časové rytmy jejich střídání popsala ve svých naukách o střídání duchů času (sedmi archandělů nebo jiných bohů). Tyto údaje odpovídají skutečným kulturním vlnám v dějinách.[8]
10. Společným kořenem těchto nauk je univerzální intersubjektivní vnitřní zkušenost, jež se pak druhotně racionalizuje a vykládá v termínech dobové a místní kultury. Poznání o vládě stejných duchovních mocností ve stejných obdobích explicitně popisují zejména Babylóňané, helénští, arabští a středověcí křesťanští učenci; implicitně je obsaženo v tradici egyptské a židovské; a zlomkovitě je zachyceno v tradici čínské, indické a indiánské (například křesťanští archandělé jsou jen přejmenovaní pohanští bohové – nejen kvůli shodné obsahové charakteristice, ale i proto, že zjevení těchto andělů pokračují v časovém rytmu starých pohanských bohů).[9]
11. Současná světská i ateistická kultura podléhá stejným rytmům tvořivosti, které se předtím v náboženském kontextu vykládaly jako vliv andělů. I celá sekulární kultura je tedy podprahově spoluutvářená mystickými náboženskými impulzy (například politické směry jsou sekularizovanou formou antických mystérií; divadlo je zesvětštělý kult Dionýsa aj.).[10][11]
12. Zůstává otevřeno, zda příčina těchto rytmů je duchovní nebo hmotná. Odpověď na tuto metafyzickou otázku je však méně důležitá než skutečnost, že jde o empiricky pozorovanou zákonitost s reálnými následky. Důležité je znát ji a počítat s ní při jednání.[12]
13. Každý archetyp se projevuje jako duševní síla, kterou lze zušlechtit nebo nechat zhrubnout a padnout. Úlohou každé doby je pozvednout působící podvědomá vnuknutí do vědomí a proměnit je svobodnou aktivitou v kulturní tvorbu. Vytěsněné do nevědomí působí jako destruktivní společenské síly.[13]

## Přijetí a kritika
Odborník na historiometrii Dean Keith Simonton označil zjištěné dějinné synchronicity za zajímavé a doporučil jejich publikování v Comparative Civilizations Review. Jeden ze zakladatelů chronobiologie, Franz Halberg, potvrdil existenci 500letých rytmů a vytyčil jejich zkoumání pod názvem semimileniální cykly jako novou úlohu chronobiologie. Na Filosofické fakultě Komenského univerzity se v roce 2002 konalo interdisciplinární kolokvium k Angelologii dějin, z něhož vyšel sborník. Pavol Haviernik tam vytkl řadu historických nepřesností u prvního vydání. Archeolog Jan Bouzek ve svém posudku doporučuje další zkoumání. Slovenský biometrik Miroslav Mikulecký se pokusil rytmy v dějinách vysvětlit vlivem periodických kosmofyzikálních polí na neuroendokrinní systém. Tato hypotéza byla na Karlově univerzitě odměněna cenou Zdeňka Kleina za nejlepší transdisciplinární práci v oblasti etologie člověka v roce 2004. Ivan M. Havel v den udělování ceny podotkl, že je potřebná i metastudie: počet úspěšných predikcí se musí posuzovat v poměru k počtu neúspěšných predikcí plynoucích z téže hypotézy.
Ivan Štampach napsal recenzi, kde Angelologii hodnotí jako subjektivní Pálešův konstrukt.
Český klub skeptiků Sisyfos ocenil Angelologii dějin bronzovým bludným balvanem za pavědy v roce 2008. 
Předseda české statistické společnosti Gejza Dohnal na žádost hnutí skeptiků recenzoval zkrácenou verzi knihy a dva články. Byl silně kritický k použitým statistickým pojmům a přirovnal je k neobjektivní statistice marketingových sloganů. Odsoudil jako nevhodnou metodu práce, kdy byl nejprve vytvořen z hypotézy model a podle něj byly testovány vybrané soubory dat. Dále bral jako pochybné, že oborově blízká data byla rozdělena do odlišných cyklů (Páleš například odděloval přírodovědecké objevy od biologů). Nebyla mu zřejmá ani vědecká metoda, kterou Páleš použil. Zároveň uznal, že periodicita v případě některých individuálně zkoumaných dat, která pochází z oblasti Egypta, je „nepopiratelná“.
Konference biskupů Slovenska v dopisu k Angelologii dějin zaujala následující stanovisko: andělé jsou výlučně předmětem víry, jejímž pramenem je biblické zjevení. Empirický výzkum kulturních dějin není pramenem církevního učení, proto se jím církev nezabývá.
Angelologie dějin je kontroverzní téma široce diskutované mezi laiky. Páleš zrealizoval na pozvání stovky přednášek a desítky televizních a rozhlasových rozhovorů v řadě zemí.

## Reakce na kritiku
Na svých internetových stránkách Páleš zveřejňuje dialogy s oponenty a recenze včetně kritických. Některé z reakcí se následně objevily v dalších svazcích knihy. Následující je převzato z Pálešových odpovědí oponentům.[zdroj?]
Nepřesnosti vytknuté Pavlem Haviernikem byly okrajové a neměly vliv na výsledek testování hypotézy.
Poznámka Ivana Havla je zcela správná a Páleš ji zapracovává do své metodologie.
Na základě celosvětových synchronicit je například v prvním vydání (z roku 2001) zformulována domněnka, že nejpravděpodobnějším datováním pro stavbu kromlechů jako je Stonehenge, je doba kolem 2500 př. n. l.
Nalézt nejvhodnější statistické postupy pro aplikaci v historiometrii je úkol, který Páleš řeší ve spolupráci s profesionály, kteří vyvíjejí statistiku pro Velký hadronový urychlovač.
Oproti stanovisku Konference biskupů Slovenska Páleš zdůrazňuje jako klíčový moment právě to, že duchovní a hmotný svět nejsou kauzálně oddělené. Jestli andělé existují, jejich inspirace se musí projevit ve hmotných dějinách. A pokud se neprojevují, je to stejné, jakoby neexistovali. Náboženství nesouvisející s naší realitou by bylo zbytečné.
Páleš poukazuje na to, že záporná hodnocení přicházejí zejména z okruhu kolem klubu skeptiků a jsou vesměs založena na neznalosti skutečného obsahu jeho práce. Podsouvají mu údajně jinou hypotézu, jiné metody a jiné závěry, než jsou jeho vlastní.